# Бент-Анат
Бент-Анат — старшая дочь египетского фараона Рамсеса II и Главной Королевской жены Иситнофрет, впоследствии сама ставшая «Великой женой» отца. Наряду с Нефертари Меренмут считается самой известной женой Рамсеса II.

## Имя
Имя Бент-Анат сирийского происхождения и означает «Дочь Анат» — богини плотской любви и войны в западносемитском пантеоне. Богиня почиталась в Египте, куда этот культ предположительно завезли гиксосы. Фараон Рамсес II, сражавшийся с хеттами при Кадеше, звал себя «любимец Анат».

## Происхождение

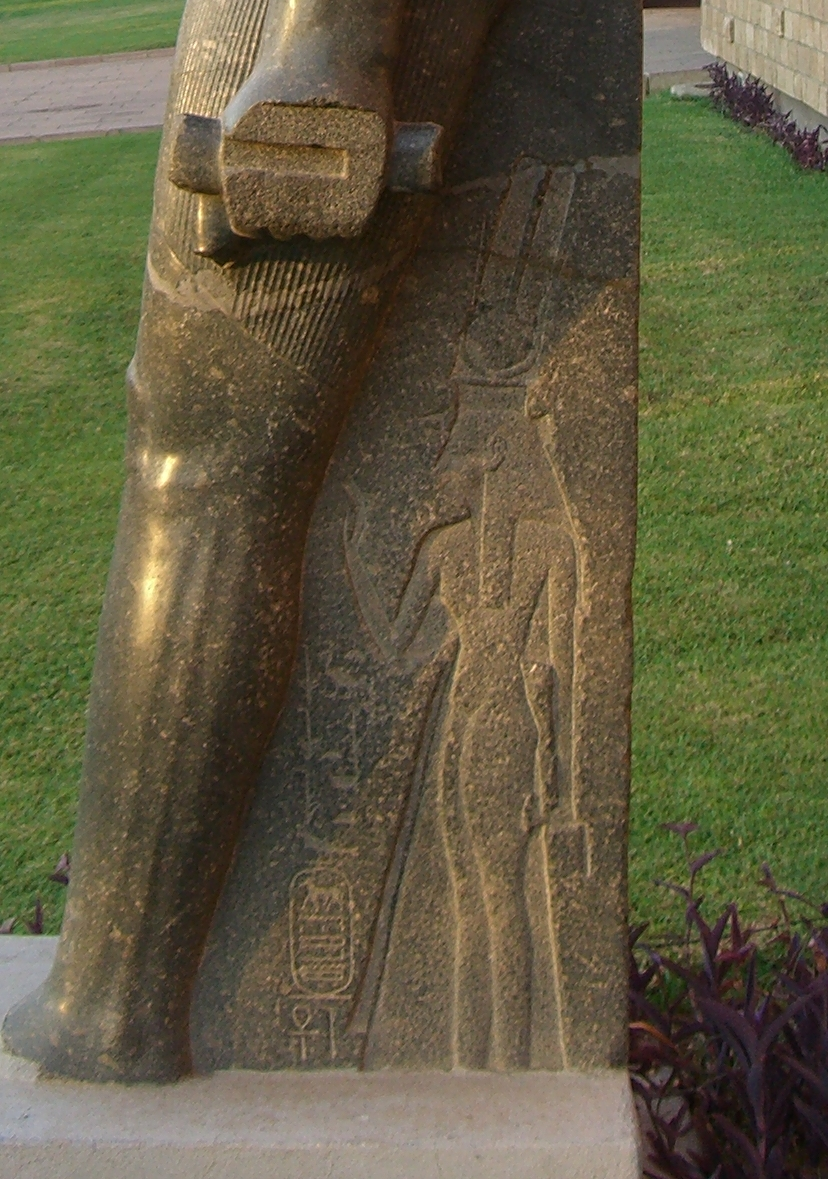
Дочь Рамсеса II -Бент-Анат

Вероятно, она была рождена, когда её отец был соправителем своего отца Сети I. Её родными братьями были принц Рамсес, Хаэмуас и Мернептах.
Бент-Анат стала Главной женой царя на 25-м году царствования её отца, после смерти Иситнофрет. Существует предположение, что Бент-Анат родила от фараона дочь Бент-Анат-младшую, изображённую на стене гробницы QV71. В Луксоре на статуе Мернептаха упоминается «Главная жена царя Бент-Анат», вероятно, являющаяся внучкой Рамсеса II — поскольку маловероятно, чтобы старшая Бент-Анат была женой Мернептаха, когда им обоим было более шестидесяти лет.
Носила титулы «Дочь фараона», «Сестра фараона», «Великая царская жена».

## Смерть
Бент-Анат умерла во время царствования её брата Мернептаха и была похоронена в гробнице QV71 в Долине Цариц.